# Heinrich Sachs (Unternehmer, 1857)
Heinrich Sachs (* 1857; † 1934) war ein österreichischer Unternehmer und Erfinder.

## Leben
Er war ein Unternehmer aus Österreich, der auch zu der Weiterentwicklung der Büroklammer beigetragen hatte, indem er die Enden spitz machte.
Sachs gilt weiters als Erfinder des aus nur einem Stück Bandstahl gefertigten Reißnagels im Jahre 1888. Der wesentliche Unterschied zu bisherigen Produkten bestand darin, dass der von Sachs gefertigte aus einem Stück gearbeitet wurde und alle Entwürfe und Modelle vorher immer aus zwei Teilen bestanden, nämlich aus Kopf und Nagel.
Das Vermächtnis von Heinrich Sachs besteht heute in der Brevillier Urban & Sachs GmbH & Co KG in Wien und im Markennamen SAX weiter.